# Dewoitine D.37
Le Dewoitine D.37 est un avion de chasse monoplace monoplan parasol français de l'entre-deux-guerres. Il fut surtout utilisé durant la guerre civile espagnole.

## Origine
Quand Émile Dewoitine regagna la France en 1931 pour créer la Société aéronautique française (SAF), il avait dans ses cartons le projet d’un nouveau chasseur monoplan parasol. Évolution du D.27, le D.37 devait être présenté à l’Armée de l’Air dans le cadre du programme C1 (chasseurs monoplaces) émis en 1930. Mais Émile Dewoitine travaillait déjà sur un appareil plus ambitieux, destiné au même programme, le monoplan à aile basse D.500. La construction du prototype fut donc confiée à la firme Lioré et Olivier. 

## Versions

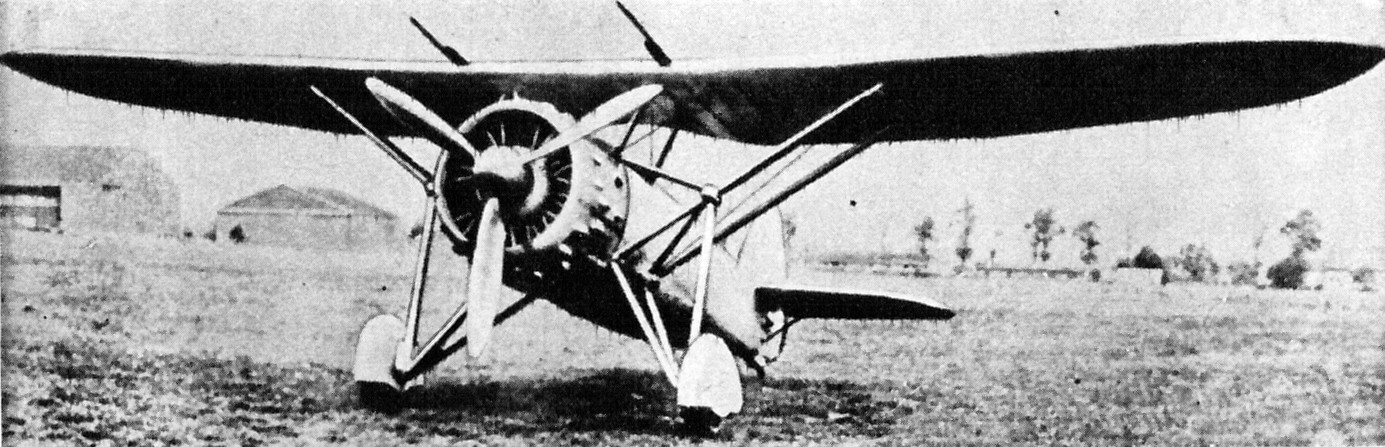
Un D.371 au sol.

- Dewoitine D.37 : le prototype effectua son premier vol le 1er octobre 1931 équipé d’un moteur 14 cylindres en double étoile Gnome et Rhône 14Kbrs Mistral Major de 700 ch. Avec un fuselage monocoque, des ailes à la structure métallique entoilée et un train d'atterrissage fixe à large voie, cet appareil avait une allure classique des années 1930. L’appareil fut modifié plusieurs fois, recevant un Gnome et Rhône 14Kbs, puis un 14Kds de 800 ch (740 ch à 4 500 m), différents capots-moteur furent essayés, l’atterrisseur fut modifié, puis la voilure reçut un dièdre et sa corde fut réduite.
- Dewoitine D.371 : un second prototype, avec moteur Gnome et Rhône 14Kes de 800 ch et diverses modifications, prit l’air en septembre 1934. Différents armements furent testés, dont le montage dans l’aile de 2 canons de 20 mm. 28 exemplaires furent commandés en avril 1935 pour l’Armée de l'air française dans le cadre du Plan I avec un moteur 14Kfs développant 930 ch au décollage et 880 ch à 3 250 m, et 4 mitrailleuses MAC 34 de 7,5 mm plaquées sous la voilure. Le moteur Gnome et Rhône 14Kfs faisait gagner 20 km/h et autorisait un plafond théorique de 10 000 m, mais devait être le gros défaut de ce chasseur : peu fiable, son réducteur se brisait facilement en vol. Il y eut un essai d'armement du prototype Dewoitine D.371-01 avec deux canons de 20 mm Hispano-Suiza S9 (licence Oerlikon) mais cette formule est restée au stade expérimental[1].
- Dewoitine D.372 : 14 exemplaires commandés par la Lituanie avec 2 mitrailleuses Darne de voilure et 7 Browning de 7,7 mm synchronisées de fuselage. Compte tenu des problèmes rencontrés avec le moteur, le gouvernement lituanien annula finalement la commande au profit de Dewoitine D.501. Devenus disponibles, ces appareils furent livrés aux Fuerzas Aéreas de la República Española.
- Dewoitine D.373 : 20 exemplaires commandés par l’Aéronautique navale française. L’armement était identique à celui des appareils de l’Armée de l'air, mais la voilure était réduite de 30 cm pour passer dans le monte-charge du porte-avions Béarn et une crosse d'appontage et un système de flottaison étaient ajoutés dans le fuselage.
- Dewoitine D.376 : 25 nouveaux appareils pour l’Aéronautique navale française, avec voilure repliable. Le système de pliage des ailes ne fut jamais au point : si le pliage proprement dit pouvait s’effectuer en quelques minutes, il fallait bien une heure pour remettre les ailes en position.

## Production
87 appareils, soit 28 D-371, 14 D-372, 20 D-373 et 25 D-376.

## En service
- France
  - Armée de l’Air : Les D-371 connurent une carrière très discrète dans l'Armée de l'air. Le dernier sortit d’usine en décembre 1935, mais un accident survenu au prototype devait renvoyer tous les avions en usine pour y subir un renforcement de la structure de l’aile. Ils ne furent donc livrés au Centre de Réception des Avions de Série qu’au début de l’année 1937, date à laquelle ils commençaient à être dépassés. 12 furent cédés aux Républicains espagnols, et 21 stockés à Tunis.  Ils équipèrent finalement le GARALD 574 à Tunis-El Aouina. Ils volèrent très peu en raison de problèmes persistants de moteur, remplacés en 1939 par des Morane-Saulnier MS.406.
  - Aéronautique navale : C’est seulement en décembre 1938 que les D.373/376 remplacèrent les Wibault 74 de la 1re flottille de chasse (escadrilles AC1 et AC2). Le 1er janvier 1939 on comptait 13 D.373 et 13 D.376 en service, 22 en septembre suivant. Le Béarn ayant été jugé inapte aux opérations, ses escadrilles furent affectées à la défense des ports de Toulon (AC2) et de Calais (AC1). Le 20 octobre 1939, deux Dewoitine furent détruits par collision en vol (1 pilote fut tué), puis le 30 novembre un autre marin trouva la mort quand l’aile de son avion se replia au cours d’un exercice d’attaque au sol. Les Dewoitine furent alors interdits de vol, puis finalement maintenus pour les seuls vols d’entraînements. Ils ne restèrent pas longtemps en service : le rééquipement des escadrilles AC1 et AC2 en Potez 631 au mois de janvier 1940 entraîna leur mise à l’écart, puis leur interdiction de vol définitive en avril 1940.

- République espagnole

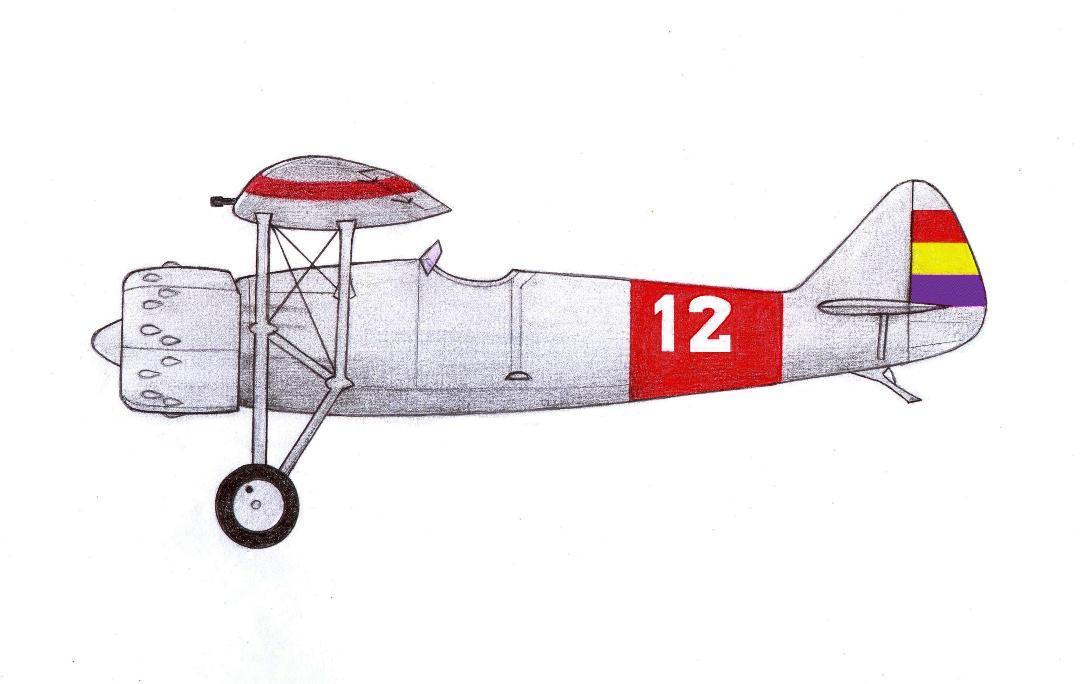
Illustration d'un D.372 aux couleurs des Forces aériennes de la République espagnole.

  - Forces aériennes de la République espagnole : C’est en Espagne que le Dewoitine 37 fut le plus utilisé. Les 14 D.372 non livrés à la Lituanie furent livrés à Madrid, via Barcelone, entre les 7 et 9 août 1936. Ces appareils, suivis de 2 chasseurs provenant des stocks de l’Armée de l'air française livrés le 31 octobre, qui n’étaient pas armés, furent équipés de mitrailleuses Vickers de 7,7 mm (2 dans l’aile, 2 de fuselage) et pris en compte par l’escadrille España d’André Malraux et l’escadrille internationale de l’espagnol Martin Luna. Dès le 31 août 1936 cette escadrille remporta deux victoires contre des Fiat CR.32, tandis que les compagnons de Malraux revendiquèrent la destruction de 21 appareils nationalistes. Si ces chiffres restent difficiles à vérifier les premiers pilotes soviétiques arrivant en Espagne jugèrent le chasseur Dewoitine supérieur au Heinkel He 51 et au moins équivalent au Fiat CR.32.
En octobre un D.371 fut perdu en combat aérien et 3 Dewoitine détruits au sol par un bombardement. Si ces pertes furent compensées par l’arrivée de 10 D.371 des surplus de l’Armée de l’Air, ces appareils devenaient moins indispensables en raison de l’arrivée massive de chasseurs soviétiques. Les Dewoitine survivants furent regroupés dans des unités de seconde ligne, réorganisées en Grupo 71, et affectés à la défense côtière et l’entraînement avancé. Un document soviétique mentionne 6 Dewoitine encore en état de vol en décembre 1938, les derniers exemplaires étant tous détruits au sol par un bombardement italien sur l’aérodrome de Bañola (Gérone) le 5 février 1939.
- Lituanie : 14 D.372 commandés, commande annulée au profit d’un nombre identique de Dewoitine D.510.

## Culture populaire
- Dans War Thunder, jeu vidéo développé par le studio biélorusse Gaijin en 2002, Le Dewoitine D.371 est un chasseur de rang I Français disponible sous trois versions : 
  1. Le D.371 est un chasseur de rang I Français avec une cote de combat de 1.0 (AB / RB / SB). Il a été introduit dans la mise à jour 1.73 « Vive la France ».
  2. Le D.371 H.S.9 est un chasseur premium de rang I Français avec une cote de combat de 1.3 (AB / RB / SB). Il a été introduit en tant que pack premium dans la mise à jour 1.73 « Vive la France » et a été retiré du magasin après la vente Victory Day 2018. C’était un véhicule de récompense pour l’événement du 7e anniversaire de War Thunder.
  3. Le D.373 est un chasseur de Français de réserve de rang I avec une cote de combat de 1.0 (AB / RB / SB). Il a été introduit dans la mise à jour 1.73 « Vive la France ».